# Mukhtar Ali
Mukhtar Abdullahi Ali (Gedda, 30 ottobre 1997) è un calciatore saudita con cittadinanza britannica, centrocampista dell'Al-Ettifaq.

## Caratteristiche tecniche
È un mediano.

## Carriera

### Club
È cresciuto nelle giovanili del Chelsea.
Nel gennaio 2017 viene ceduto in prestito al Vitesse con cui fa il suo esordio nel professionismo il 19 febbraio in un match perso 1-0 contro l'Ajax. A fine stagione si trasferisce a titolo definitivo al club olandese, firmando un contratto triennale.
Il 31 agosto 2019 viene ufficializzato il suo passaggio all'Al-Nassr. Il 29 gennaio 2022 rinnova il suo contratto fino al 30 giugno 2025, per poi andare in prestito fino a fine stagione all'Al-Tai. Il 29 agosto 2022 il prestito viene rinnovato anche per la stagione seguente. Il 7 settembre 2023 passa, sempre in prestito annuale, all'Al-Fateh.

### Nazionale
Ha partecipato ai Giochi Olimpici di Tokyo.

## Statistiche

### Presenze e reti nei club
Statistiche aggiornate al 2 febbraio 2025.
| Stagione        | Squadra         | Campionato      | Campionato | Campionato | Coppe nazionali | Coppe nazionali | Coppe nazionali | Coppe continentali | Coppe continentali | Coppe continentali | Altre coppe | Altre coppe | Altre coppe | Totale | Totale | Totale |
| Stagione        | Squadra         | Comp            | Pres       | Reti       | Comp            | Pres            | Reti            | Comp               | Pres               | Reti               | Comp        | Pres        | Reti        | Pres   | Reti   |        |
| --------------- | --------------- | --------------- | ---------- | ---------- | --------------- | --------------- | --------------- | ------------------ | ------------------ | ------------------ | ----------- | ----------- | ----------- | ------ | ------ | ------ |
| 2016-2017       | Vitesse         | ED              | 6          | 0          | CO              | 0               | 0               |                    | -                  | -                  |             | -           | -           | 6      | 0      |        |
| 2017-2018       | Vitesse         | ED              | 5          | 0          | CO              | 0               | 0               | UEL                | 1                  | 0                  | SO          | 0           | 0           | 3      | 0      |        |
| 2018-2019       | Vitesse         | ED              | 7          | 1          | CO              | 0               | 0               |                    | -                  | -                  |             | -           | -           | 7      | 1      |        |
| Totale Vitesse  | Totale Vitesse  | Totale Vitesse  | 18         | 1          |                 | 0               | 0               |                    | 1                  | 0                  |             | 0           | 0           | 19     | 1      |        |
| 2019-2020       | Al-Nassr        | SPL             | 20         | 0          | KC              | 1               | 0               | ACL                | 8                  | 1                  |             | -           | -           | 29     | 1      |        |
| 2020-2021       | Al-Nassr        | SPL             | 5          | 0          | KC              | 1               | 0               | ACL                | 3                  | 0                  |             | -           | -           | 9      | 0      |        |
| 2021-gen.2022   | Al-Nassr        | SPL             | 0          | 0          | KC              | 0               | 0               |                    | -                  | -                  |             | -           | -           | 0      | 0      |        |
| gen.- giu.2022  | Al-Tai          | SPL             | 11         | 2          | KC              | 0               | 0               |                    | -                  | -                  |             | -           | -           | 11     | 2      |        |
| 2022-2023       | Al-Tai          | SPL             | 27         | 2          | KC              | 1               | 0               |                    | -                  | -                  |             | -           | -           | 28     | 2      |        |
| Totale Al-Tai   | Totale Al-Tai   | Totale Al-Tai   | 38         | 4          |                 | 1               | 0               |                    | -                  | -                  |             | -           | -           | 39     | 4      |        |
| ago.2023        | Al-Nassr        | SPL             | 3          | 0          | KC              | 0               | 0               | ACL                | 1                  | 0                  | CdC         | 1           | 0           | 5      | 0      |        |
| 2023-2024       | Al-Fateh        | SPL             | 30         | 0          | KC              | 2               | 0               | ACL                | 1                  | 0                  |             | -           | -           | 33     | 0      |        |
| 2024-gen. 2025  | Al-Nassr        | SPL             | 5          | 0          | KC              | 1               | 0               | ACL                | 3                  | 0                  | SS          | 2           | 0           | 12     | 0      |        |
| Totale Al-Nassr | Totale Al-Nassr | Totale Al-Nassr | 33         | 0          |                 | 3               | 0               |                    | 15                 | 1                  |             | 3           | 0           | 55     | 1      |        |
| gen.-giu. 2025  | Al-Ettifaq      | SPL             | 1          | 0          | KC              | 0               | 0               |                    | -                  | -                  |             | -           | -           | 1      | 0      |        |
| Totale carriera | Totale carriera | Totale carriera | 120        | 5          |                 | 6               | 0               |                    | 17                 | 1                  |             | 5           | 0           | 146    | 6      |        |

### Cronologia presenze e reti in nazionale
| Cronologia completa delle presenze e delle reti in nazionale ― Arabia Saudita | Cronologia completa delle presenze e delle reti in nazionale ― Arabia Saudita | Cronologia completa delle presenze e delle reti in nazionale ― Arabia Saudita | Cronologia completa delle presenze e delle reti in nazionale ― Arabia Saudita | Cronologia completa delle presenze e delle reti in nazionale ― Arabia Saudita | Cronologia completa delle presenze e delle reti in nazionale ― Arabia Saudita | Cronologia completa delle presenze e delle reti in nazionale ― Arabia Saudita | Cronologia completa delle presenze e delle reti in nazionale ― Arabia Saudita |
| Data                                                                          | Città                                                                         | In casa                                                                       | Risultato                                                                     | Ospiti                                                                        | Competizione                                                                  | Reti                                                                          | Note                                                                          |
| ----------------------------------------------------------------------------- | ----------------------------------------------------------------------------- | ----------------------------------------------------------------------------- | ----------------------------------------------------------------------------- | ----------------------------------------------------------------------------- | ----------------------------------------------------------------------------- | ----------------------------------------------------------------------------- | ----------------------------------------------------------------------------- |
| 7-10-2017                                                                     | Gedda                                                                         | Arabia Saudita                                                                | 5 – 2                                                                         | Giamaica                                                                      | Amichevole                                                                    | -                                                                             | 65’                                                                           |
| 10-10-2017                                                                    | Jeddah                                                                        | Arabia Saudita                                                                | 0 – 3                                                                         | Ghana                                                                         | Amichevole                                                                    | -                                                                             | 82’                                                                           |
| 19-11-2019                                                                    | Riad                                                                          | Arabia Saudita                                                                | 0 – 0                                                                         | Paraguay                                                                      | Amichevole                                                                    | -                                                                             | 75’                                                                           |
| 17-11-2020                                                                    | Riyad                                                                         | Arabia Saudita                                                                | 1 – 2                                                                         | Giamaica                                                                      | Amichevole                                                                    | -                                                                             | 46’                                                                           |
| 16-11-2023                                                                    | Dammam                                                                        | Arabia Saudita                                                                | 4 – 0                                                                         | Pakistan                                                                      | Qual. Mondiali 2026                                                           | -                                                                             | 78’                                                                           |
| 19-11-2023                                                                    | Amman                                                                         | Giordania                                                                     | 0 – 2                                                                         | Arabia Saudita                                                                | Qual. Mondiali 2026                                                           | -                                                                             | 46’                                                                           |
| 4-1-2024                                                                      | Al Wakrah                                                                     | Arabia Saudita                                                                | 1 – 0                                                                         | Libano                                                                        | Amichevole                                                                    | -                                                                             |                                                                               |
| 16-1-2024                                                                     | Doha                                                                          | Arabia Saudita                                                                | 2 – 1                                                                         | Oman                                                                          | Coppa d'Asia 2023 - 1º turno                                                  | -                                                                             | 75’                                                                           |
| 21-1-2024                                                                     | Ar Rayyan                                                                     | Kirghizistan                                                                  | 0 – 2                                                                         | Arabia Saudita                                                                | Coppa d'Asia 2023 - 1º turno                                                  | -                                                                             | 77’                                                                           |
| 25-1-2024                                                                     | Al Rayyan                                                                     | Arabia Saudita                                                                | 0 – 0                                                                         | Thailandia                                                                    | Coppa d'Asia 2023 - 1º turno                                                  | -                                                                             | 87’                                                                           |
| 21-3-2024                                                                     | Riad                                                                          | Arabia Saudita                                                                | 1 – 0                                                                         | Tagikistan                                                                    | Qual. Mondiali 2026                                                           | -                                                                             |                                                                               |
| 26-3-2024                                                                     | Dušanbe                                                                       | Tagikistan                                                                    | 1 – 1                                                                         | Arabia Saudita                                                                | Qual. Mondiali 2026                                                           | -                                                                             |                                                                               |
| 6-6-2024                                                                      | Amman                                                                         | Pakistan                                                                      | 0 – 3                                                                         | Arabia Saudita                                                                | Qual. Mondiali 2026                                                           | -                                                                             | 66’                                                                           |
| 11-6-2024                                                                     | Riad                                                                          | Arabia Saudita                                                                | 1 – 2                                                                         | Giordania                                                                     | Qual. Mondiali 2026                                                           | -                                                                             | 86’                                                                           |
| 19-6-2025                                                                     | Austin                                                                        | Arabia Saudita                                                                | 0 – 1                                                                         | Stati Uniti                                                                   | Gold Cup 2025 - 1º turno                                                      | -                                                                             | 57’                                                                           |
| 22-6-2025                                                                     | Paradise                                                                      | Arabia Saudita                                                                | 1 – 1                                                                         | Trinidad e Tobago                                                             | Gold Cup 2025 - 1º turno                                                      | -                                                                             | 46’                                                                           |
| Totale                                                                        |                                                                               | Presenze                                                                      | 16                                                                            |                                                                               | Reti                                                                          | 0                                                                             |                                                                               |

## Palmarès

### Competizioni nazionali
- Coppa dei Paesi Bassi: 1

Vitesse: 2016-2017

### Competizioni internazionali
- Coppa dei Campioni araba per club: 1

Al-Nassr: 2023